# زمان‌سنجی ذهنی

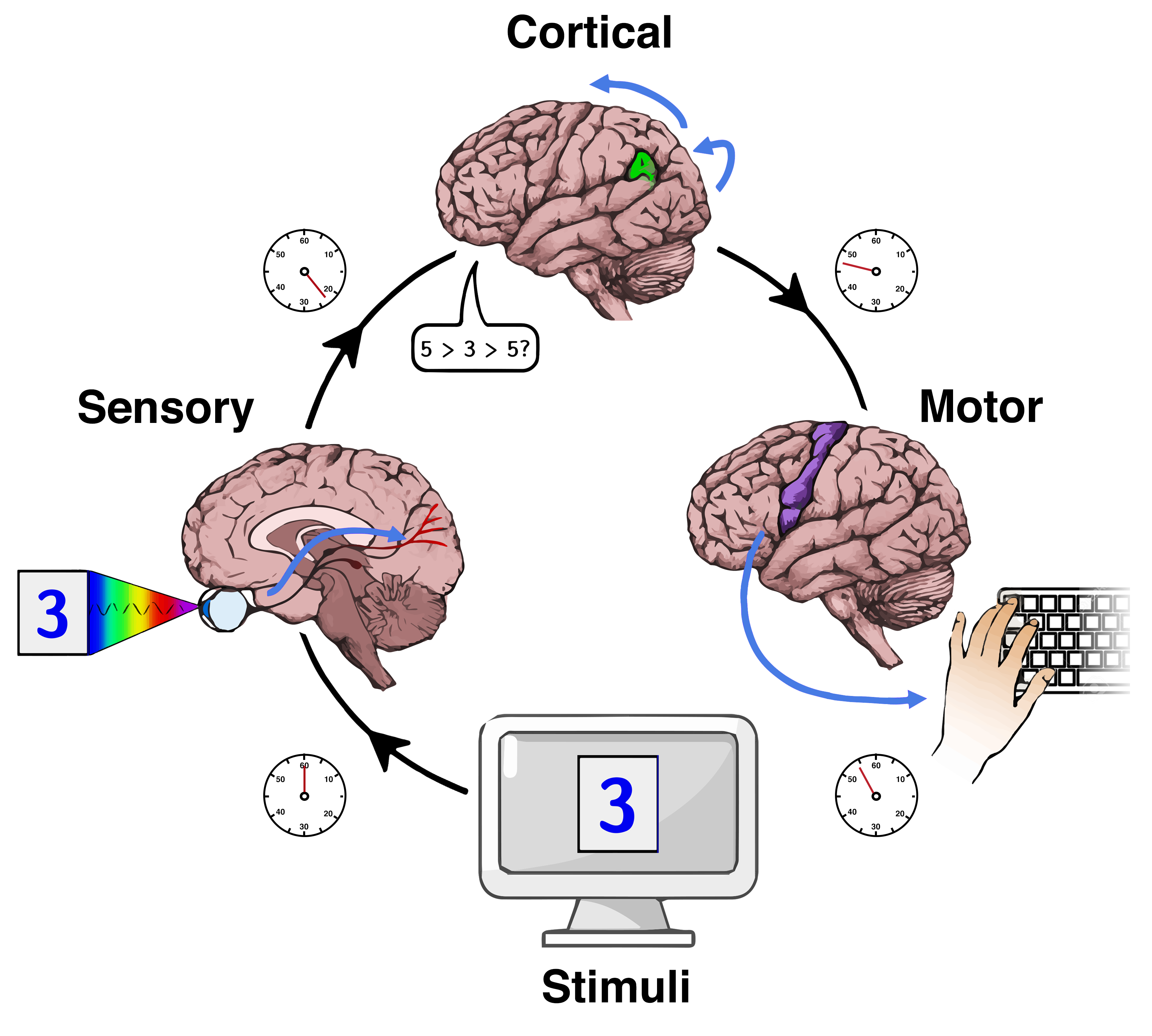
نمایش مراحل پردازش در یک الگوی نمادین از زمان واکنش

زمان‌سنجی ذهنی (نام علمی: Mental chronometry) مطالعه علمی سرعت پردازش یا زمان واکنش در کارهای شناختی برای استنتاج محتوا، مدت و توالی زمانی عملیات ذهنی است. زمان واکنش (RT؛ همچنین به عنوان " زمان پاسخ " نامیده می‌شود) با زمان سپری‌شده بین شروع محرک و پاسخ فرد به وظیفهٔ شناختی ابتدایی (ECTs) اندازه‌گیری می‌شود که وظایف ادراکی-حرکتی نسبتاً ساده‌ای هستند که معمولاً در یک محیط آزمایشگاهی انجام می‌شوند. زمان‌سنجی ذهنی یکی از پارادایم‌های روش‌شناختی اصلی روان‌شناسی تجربی، شناختی و فردی انسان است، اما معمولاً در روان‌شناسی، علوم اعصاب شناختی، و علوم اعصاب رفتاری نیز مورد تجزیه و تحلیل قرار می‌گیرد تا مکانیسم‌های بیولوژیکی زیربنای ادراک، توجه و تصمیم‌گیری در انسان و گونه‌های دیگر را روشن کند.

نمودار چگالی و گرایش‌های مرکزی آزمایش‌های زمان واکنش (میلی‌ثانیه) در یک کار دوگزینه‌ای نشان‌دهنده توزیع اریب مناسب برای داده‌های RT